# 荣漱仁
荣漱仁（1914年—1987年），女，江苏无锡人，中国实业家，全国三八红旗手，曾任中国民主建国会中央委员会委员，第六届全国政协委员。

## 家族
父亲荣德生。